# ワリー・ガッタナー
ワリー・ガッタナー（1964年3月30日 - ）は、秋田県のローカルタレント。メディア・スタッフ所属。本名は今野 仁。

## 経歴
- 秋田県秋田市出身。
- 秋田大学卒業後[1]、秋田県公立中学校美術科教員として20年間勤務。
- 退職後は絵本作家・タレントとして活動し、「ちびっコなまはげ がおたくん」シリーズを制作する他、秋田放送「ごくじょうラジオ」や「すこたまfactorynext」にラジオパーソナリティーとして出演中。
- 趣味・特技はイラスト、自転車、バイク。
- 教員免許を所持している。

## ワリー・ガッタナーとして
今野はワリー・ガッタナー名義で悪役として活動しているが、今野とワリー・ガッタナーは別人である。秋田県の視聴者から今野に「悪役キャラを作ってほしい」といった要望があり、秋田弁で「すみませんでした」を意味する「わりがったな」から「ワリー・ガッタナー」となった。

## 出演
秋田放送
- ごくじょうラジオ (水曜パーソナリティー)
- すこたまfactorynext (土曜12:00～12:30 再放送:日曜23:30～24:00)